# اتوبوسرانی شیراز

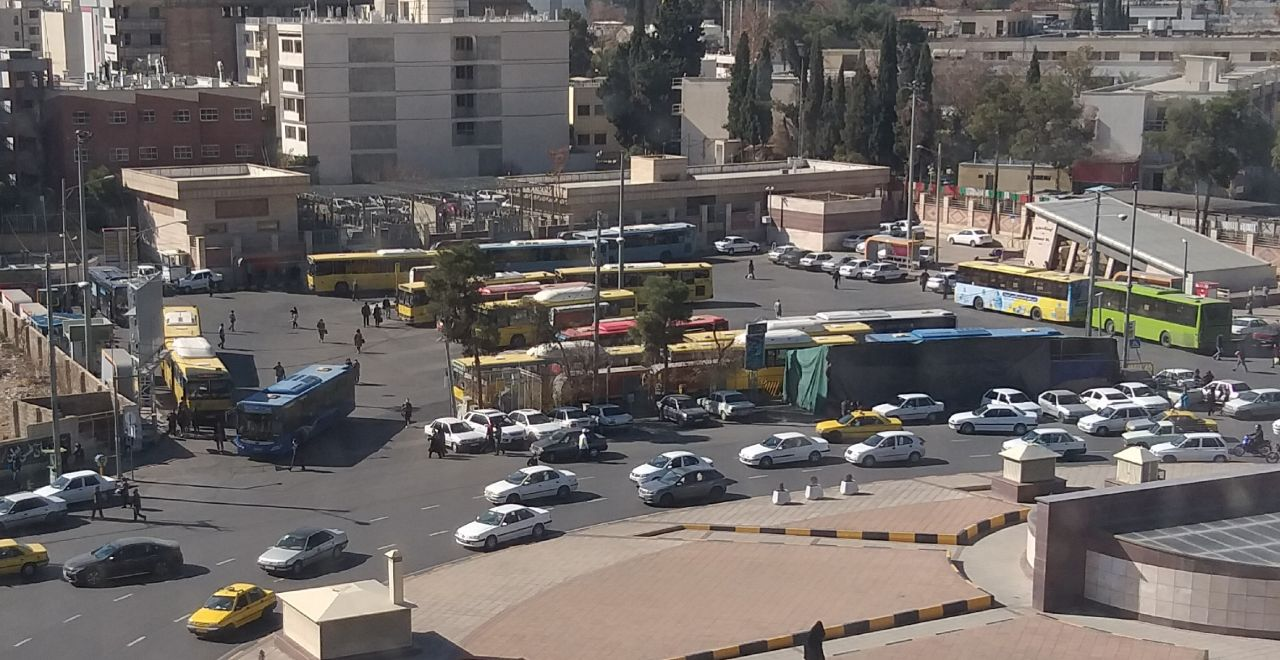
پایانه نمازی

سازمان اتوبوسرانی شیراز سازمانی است که مسئولیت توسعه و نگهداری از سامانهٔ اتوبوسرانی درون‌شهری در شهر شیراز را به عهده دارد.
شیراز از نخستین شهرهای ایران است که دارای شرکت واحد اتوبوسرانی درون‌شهری شده است. از ابتدای سال ۱۳۸۰ خورشیدی، سازمان اتوبوسرانی شیراز در امر واگذاری اتوبوس‌ها به بخش خصوصی اقدام نموده است؛ به‌طوری‌که هم‌اکنون بیش از ۹۰ درصد از این ناوگان به بخش خصوصی واگذار گردیده است.

## پیشینه سازمان
سازمان اتوبوسرانی شیراز و حومه در سال ۱۳۴۵ خورشیدی تأسیس گردید. در آن سال ۱۰ دستگاه اتوبوس به صورت نقد و اقساط از شرکت ایران ناسیونال خریداری شد. کارکنان شرکت عبارت بودند از ۱۰ نفر راننده، ۴۰ نفر کمک‌راننده، ۵۰ نفر بلیت‌فروش و ۱۰ نفر تعمیرکار و بازرس. حقوق روزانهٔ هر راننده به‌صورت تمام وقت (۶ صبح تا ۱۰ بعدازظهر) مبلغ ۱۶۰ ریال و هر نفر کمک‌راننده و بلیت‌فروش ۸۳ ریال تعیین شده‌بود. با اتوبوس‌های خریداری شده، خط‌های یک، دو و سه راه‌اندازی شدند که این امر با استقبال مردم روبه‌رو گردید.

## فعالیت‌های سازمان
فعالیت‌های سازمان اتوبوسرانی شیراز و حومه عمدتاً به سه بخش زیر تقسیم می‌شود:
1. بخش اداری و مالی که به‌طور کل وظیفه آن برنامه‌ریزی نیروی انسانی و تجهیزات فنی و اداری است.
2. بخش خدماتی که عمده وظیفه آن ارائه سرویس‌های منظم، نظارت برحسن انجام امور حمل ونقل، نظارت بر مینی بوسرانی، اصلاح شبکه خطوط و ایستگاه‌ها و آموزش شهروندان می‌باشد.
3. بخش فنی و تخصصی که عمده وظیفه آن برنامه‌ریزی فنی، تعمیر و نگهداری اتوبوس‌ها، رسیدگی به امور تصادفات و رفع اختلاف و احداث و راه اندازی مرکز معاینه فنی خودروها می‌باشد، تقسیم می‌شود.

## کارت بلیت
استفاده از اتوبوس‌های شهری در شیراز و پرداخت هزینه آن به وسیله کارت‌های NFC (با همکاری بانک شهر و انصار) انجام می‌پذیرد. با نزدیک کردن این کارت‌ها به دستگاه‌های منصوب در اتوبوس به صورت خودکار هزینه آن از کارت بلیت کسر می‌گردد.

## پایانه‌های اتوبوس
خطوط اتوبوسرانی شیراز دارای ۱۰ پایانه می‌باشد:
۱. پایانه ولیعصر: میدان ولیعصر (۱۲ خط)
۲. پایانه نمازی: میدان نمازی (۱۳ خط)
۳. پایانه شهید دستغیب (شاهچراغ):حد فاصل سه راه نمازی تا شاهچراغ (۱۵ خط)
۴. پایانه سعدی: انتهای بلوار نارنجستان (۴ خط)
۵. پایانه بهارستان: انتهای بلوار قهرمانان (۳ خط)
۶. پایانه احمدی: بولوار احمدی جنوبی جنب فروشگاه شهرداری (۲ خط)
۷. پایانه لشکری: بولوار رحمت ابتدای خیابان لشکری (۲ خط)
۸. پایانه استقلال:حد فاصل باسکول نادر تا فلکه هنگ (۲ خط)
۹. پایانه قصردشت: میدان قصردشت (ابتدای خیابان میرزای شیرازی) (۱۲ خط)
۱۰. پایانه ابریشمی: میدان آزادی (۲ خط)
۱۱. پایانه بزین

## مسیر حرکت خطوط اتوبوس
| خط  | مبدا و مقصد                                        |
| ۱   | پایانه شهید دستغیب - ابیوردی ۲                     |
| ۲   | پایانه شهید دستغیب - پایانه سعدی                   |
| ۳   | پایانه شهید دستغیب - بولوار شهدای نهضت سوادآموزی   |
| ۴   | پایانه شهید دستغیب - میدان شهدای ارتش              |
| ۵   | پایانه شهید دستغیب - حجت آباد                      |
| ۱۰  | پایانه ولیعصر - بلوار شهید سادات                   |
| ۱۴  | پایانه شهید دستغیب - پایانه سعدی                   |
| ۱۶  | پایانه احمدی شهرک فرهنگیان                         |
| ۱۷  | پایانه ولیعصر - روستای کفترک                       |
| ۱۸  | پایانه ابریشمی - درکی                              |
| ۲۰  | پایانه ولی عصر - شهرک پرواز                        |
| ۲۲  | پایانه نمازی - خیابان لادن                         |
| ۲۴  | میدان کلبه - پایانه نمازی                          |
| ۲۵  | پایانه احمدی - جرسقان                              |
| ۲۶  | پایانه شهید دستغیب (شاهچراغ) - شهرک شهید دستغیب    |
| ۲۷  | پایانه استقلال - کوی الزهرا                        |
| ۲۸  | ابتدای بلوار شهید دوران - شرغان                    |
| ۲۹  | میدان شهید شیرودی - پل فسا (پلیس راه)              |
| ۳۱  | پایانه شهید دستغیب - قلعه شاهزاده بیگم             |
| ۳۳  | پایانه شهید دستغیب - بلوار نواب صفوی               |
| ۳۵  | پایانه شهید دستغیب - پایانه لشکری                  |
| ۳۶  | پایانه قصردشت - شهرک بزین                          |
| ۳۹  | پایانه احمدی شمالی - بلوار دکتر شریعتی             |
| ۴۵  | پایانه شهید دستغیب - خیابان پاییز                  |
| ۴۶  | پایانه احمدی شمالی - شهرک فرزانگان                 |
| ۴۷  | پایانه احمدی شمالی - شهرک گلشن (کشن)               |
| ۴۸  | پایانه استقلال - شهرک ولیعصر                       |
| ۵۰  | پایانه قصردشت - قلات                               |
| ۵۱  | پایانه ولیعصر - پایانه استقلال                     |
| ۵۶  | پایانه قصردشت - شهرک قصر قمشه                      |
| ۵۷  | پایانه قصردشت - شهرک جوادیه                        |
| ۵۹  | پایانه احمد شمالی - شهرک امام خمینی                |
| ۶۰  | پایانه قصردشت - شهرک گلستان                        |
| ۶۸  | پایانه نمازی - بولوار امیر کبیر                    |
| ۶۹  | پایانه قصردشت - شهرک ولفجر                         |
| ۷۰  | پایانه ولی عصر - پایانه نمازی                      |
| ۷۱  | پایانه ولی عصر - حرم مطهر (شاهچراغ) - پایانه نمازی |
| ۷۲  | پایانه ولی عصر - بلوار جانبازان                    |
| ۷۳  | میدان کلبه ـ خوابگاه ارم                           |
| ۷۴  | پایانه نمازی - پایانه سعدی                         |
| ۷۵  | پایانه شهید دستغیب (شاهچراغ) - بلوار عرفان         |
| ۷۶  | پایانه ولیعصر - شهرک رکن آباد                      |
| ۷۷  | پایانه ولیعصر - بلوار فرصت شیرازی                  |
| ۷۹  | پایانه ولیعصر - بلوار تخت جمشید                    |
| ۸۰  | پایانه نمازی - فرزدقی                              |
| ۹۰  | بلوار جمهوری - عادل آباد                           |
| ۹۱  | پایانه نمازی - پایانه لشکری                        |
| ۹۲  | پایانه شهید دستغیب (شاهچراغ) - شهرک بهارستان       |
| ۹۳  | پایانه احمدی شمالی - بلوار یاوران غربی             |
| ۹۴  | پایانه احمدی شمالی - ایمان جنوبی                   |
| ۹۶  | پایانه قصردشت - پایانه شهید دستغیب                 |
| ۹۷  | پایانه شهید دستغیب - پایانه سعدی                   |
| ۹۸  | پایانه ولی عصر - پایانه بهارستان                   |
| ۹۹  | پایانه احمدی شمالی - شهرک والفجر                   |
| ۱۰۹ | پایانه نمازی - ایمان جنوبی                         |
| ۱۳۵ | پایانه شهید دستغیب (شاهچراغ) - بلوار رسول اعظم     |
| ۱۴۶ | پایانه احمدی - شهرک رضوان                          |
| ۱۵۰ | پایانه استقلال - شهرک گلستان                       |
| ۱۵۱ | پایانه نمازی - دانشگاه پیام نور                    |
| ۱۵۲ | پایانه نمازی - شهرک بهارستان                       |
| ۱۵۴ | پایانه نمازی - پایانه بزین                         |
| ۱۵۵ | پایانه شهید دستغیب - بلوار قدوسی غربی              |